# Platykladium

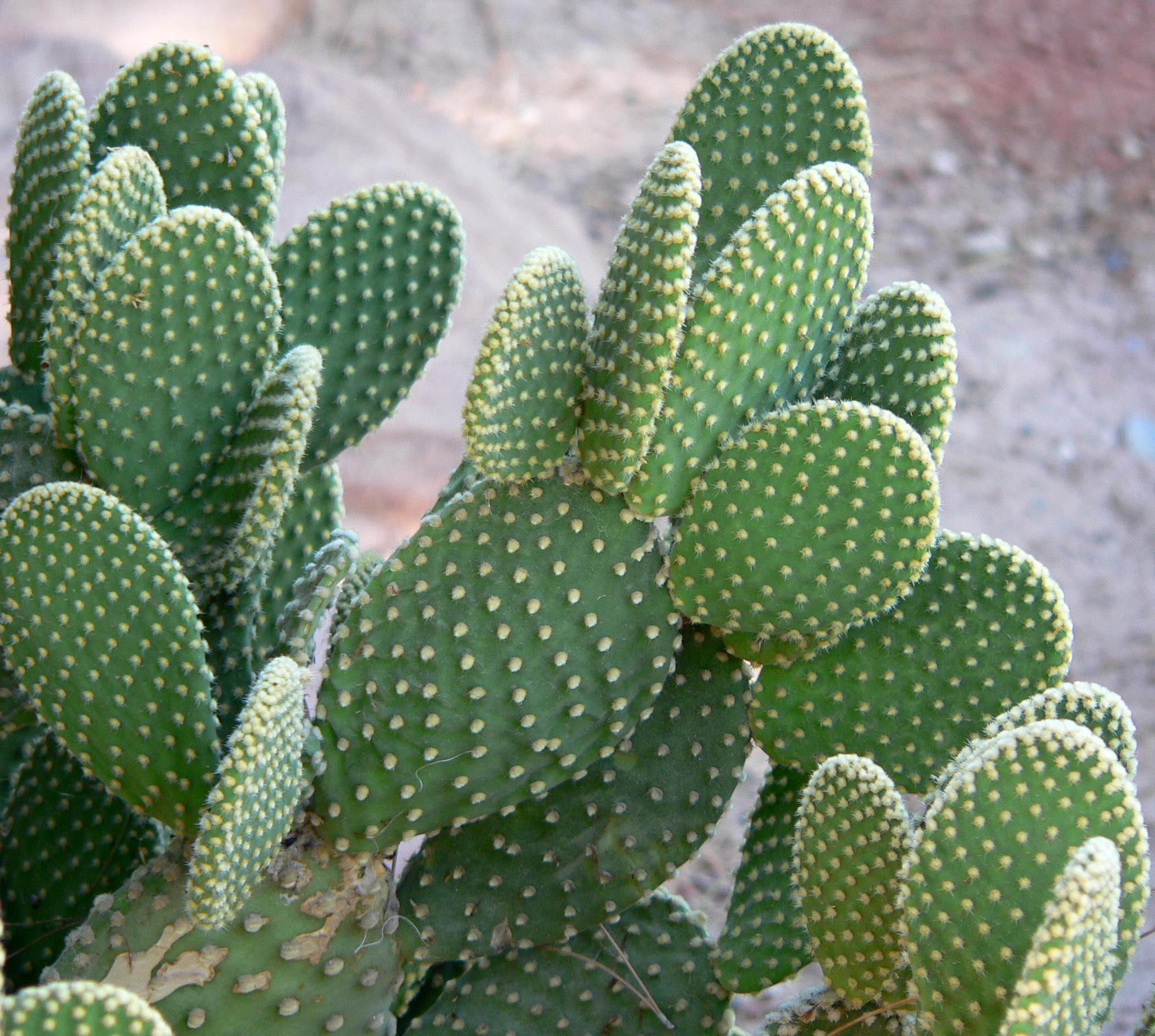
Opuntia microdasys

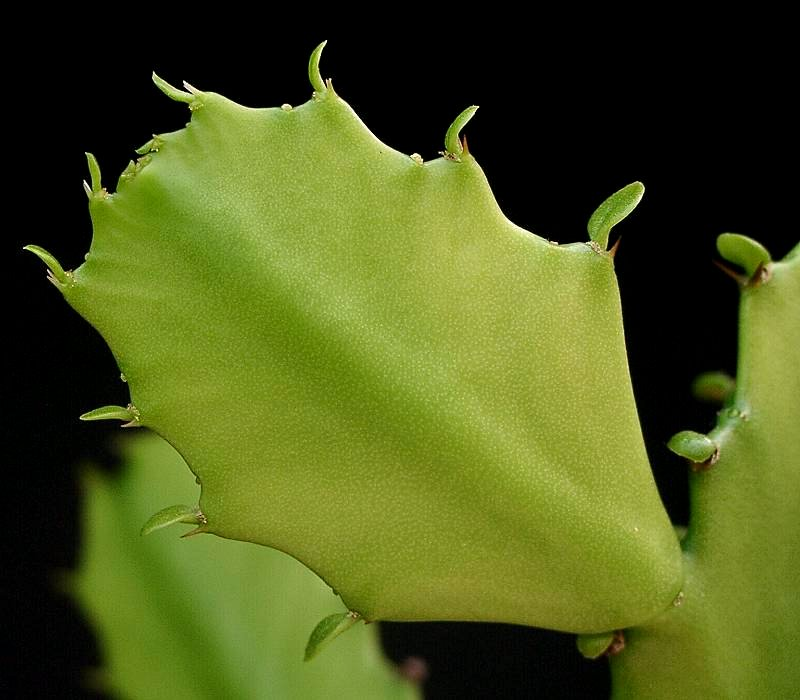
Euphorbia dawei

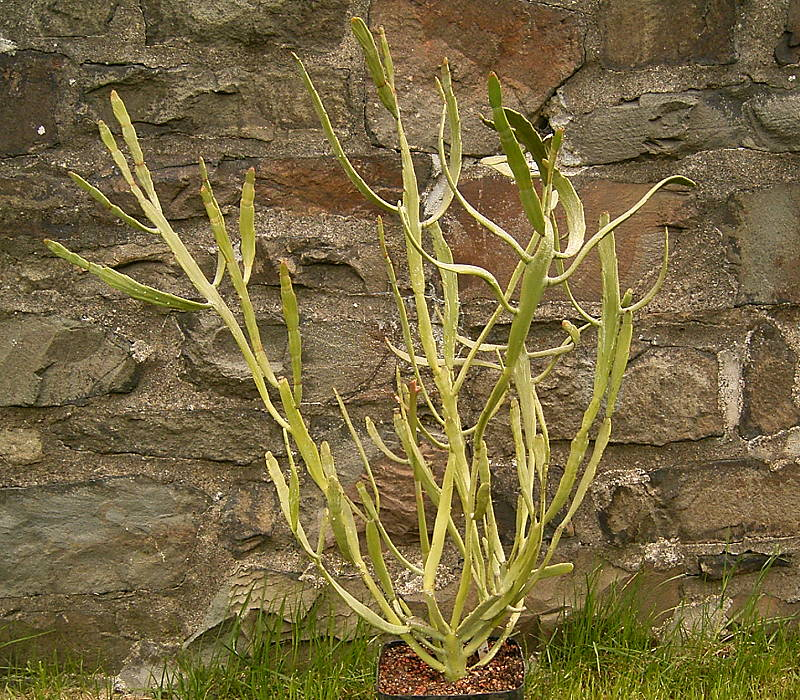
Euphorbia enterophora

Platykladien oder Kladodien sind grüne, flächig verbreiterte Langtriebe (Hauptsprosse), die bei Pflanzen mit reduzierten Blättern ganz oder teilweise die Photosynthese übernommen haben (Scheinblätter). Sie sind durch Metamorphose aus den zylindrischen Sprossen verwandter Pflanzen entstanden und sehen ihnen meist sehr ähnlich. Nicht selten gibt es innerhalb eines Verwandtschaftskreises Arten mit nicht, schwach und stark abgeflachten Sprossen. Bei Pflanzen mit kantigen Trieben ist manchmal eine Reduzierung der Kanten „von innen nach außen“ zu beobachten, so dass die Stämme vielkantig, Hauptzweige geringkantig, Nebenzweige geflügelt dreikantig und die äußersten Zweige dann blattförmig zweikantig und somit echte Platykladien sind. 
Gelegentlich wird auch der Ausdruck Kladodie verwendet.
Platykladien kommen beispielsweise in den folgenden Familien und Gattungen vor.
- Wolfsmilchgewächse (Euphorbiaceae): Euphorbia
- Kakteengewächse (Cactaceae): Disocactus, Epiphyllum, Lepismium, Opuntia, Schlumbergera, Weberocereus
- Knöterichgewächse (Polygonaceae): Homalocladium

Ähnlich und deswegen häufig mit Platykladien verwechselt sind
- Phyllokladien: abgeflachte Kurztriebe (Nebensprosse), die häufig gefiederten Blättern täuschend ähnlich sehen
- Phyllodien: abgeflachte und blattförmige Blattstiele.

In der Literatur ist manchmal die alternative Schreibweise „Platycladium“ bzw. „Platycladien“ zu finden.